# Ханкок (округ, Миссисипи)
Округ Ханкок (англ. Hancock County) — округ штата Миссисипи, США. Население округа на 2000 год составляло 42967 человек. Административный центр округа — город Бей-Сент-Луис.

## История
Округ Ханкок основан в 1812 году.

## География
Округ занимает площадь 1235,4 км².

## Демография
Согласно переписи населения 2000 года, в округе Ханкок проживало 42967 человек (данные Бюро переписи населения США). Плотность населения составляла 34,8 человек на квадратный километр.